# Cimicodes ruptimacula
Cimicodes ruptimacula är en fjärilsart som beskrevs av W. Warren 1904. Cimicodes ruptimacula ingår i släktet Cimicodes och familjen mätare. Inga underarter finns listade i Catalogue of Life.